# Завтрак на траве (мультфильм)
«Завтрак на траве» (эст. Eine murul) — рисованный мультипликационный фильм, который снял режиссёр Прийт Пярн на студии «Таллинфильм» в 1987 году.

## Сюжет
Мультфильм состоит из пяти частей:
1. Анна затрудняется купить яблоки для завтрака из-за дефицита и давки.
2. Георг утрачивает свой костюм и вместе с ним — свою индивидуальность, и пытаясь вернуть его, узнаёт, что для этого недостаточно денег.
3. Берта рождает дочку и теряет своё лицо, но ребёнок своей жизнерадостностью и игрой возвращает ей его.
4. Эдуард пытается встретиться с чиновником, чтобы тот подписал важный для него документ — разрешение получить ключ от парка, в котором пройдёт завтрак на траве.
5. Завтрак на траве.

Первые 4 части — это сюрреалистические истории о каждом персонаже. В 5 части все они встречаются, и художник создаёт картину «Завтрак на траве», после чего все опять возвращается из прекрасного искусства в обыденную жизнь.

## Фестивали и награды
- 1988 — Премия «Ника» за лучший анимационный фильм
- 1988 — Гран-При, Варна, Болгария
- 1988 — Первая премия Всесоюзного кинофестиваля
- 1988 — Премия за лучший мультфильм на МКФ в Мельбурне
- 1988 — Главная премия Загребского международного фестиваля анимационного кино
- 1988 — Главная премия на международном фестивале короткометражных фильмов в Тампере